# North Jiangyang Road
North Jiangyang Road (Vereenvoudigd Chinees: 江杨北路站, Traditioneel Chinees: 江楊北路站, pinyin: Jiāngyáng Běi Lù Zhàn) is een station van de metro van Shanghai gelegen in het noordelijk district Baoshan. Het station is onderdeel van lijn 3 en vormt daar op dit moment de noordelijke terminus van.
Het station ligt aan de Jiangyang Road, zo'n 300 meter ten noorden van de kruising met de G1501 Ring expresweg rond Shanghai.